# Variation der Konstanten
Die Variation der Konstanten ist ein Verfahren aus der Theorie linearer gewöhnlicher Differentialgleichungen zur Bestimmung einer speziellen Lösung eines inhomogenen linearen Differentialgleichungssystems erster Ordnung bzw. einer inhomogenen linearen Differentialgleichung beliebiger Ordnung. Vorausgesetzt wird hierfür eine vollständige Lösung (Fundamentalsystem) der zugehörigen homogenen Differentialgleichung.
Leonhard Euler benutzte einen Vorläufer dieser Methode bereits 1748 im Zusammenhang mit astronomischen Problemen.
In seiner heutigen Form wurde das Verfahren von dem Mathematiker Joseph-Louis Lagrange entwickelt.

## Motivation

### Lineare Differentialgleichung erster Ordnung
Seien {\displaystyle a\colon \mathbb {R} \rightarrow \mathbb {R} } und {\displaystyle b\colon \mathbb {R} \rightarrow \mathbb {R} } stetige Funktionen, dann lautet die lineare Differentialgleichung erster Ordnung
{\displaystyle y'(x)=a(x)y(x)+b(x)}.
Definiere die Funktion
{\displaystyle A(x):=\int _{x_{0}}^{x}a(t)\,\mathrm {d} t},
wobei {\displaystyle x_{0}} geeigneten Randbedingungen genügen muss, so ist {\displaystyle A} eine Stammfunktion von {\displaystyle a}.
Dann ist
{\displaystyle \left\{y(x)=ce^{A(x)}\ |\ c\in \mathbb {R} \right\}}
die Menge aller Lösungen der homogenen Differentialgleichung {\displaystyle y'(x)=a(x)y(x)}.
Zur Lösung der inhomogenen Differentialgleichung wird nun die Funktion {\displaystyle c(x)} eingeführt und der Ansatz der Variation der Konstanten gewählt:
{\displaystyle y(x)=c(x)e^{A(x)}}.
Dies ergibt eine eindeutige Zuordnung zwischen den Funktionen {\displaystyle y} und {\displaystyle c}, denn {\displaystyle \exp \circ A} ist eine stets positive, stetig differenzierbare Funktion. Die Ableitung dieser Ansatzfunktion ist
{\displaystyle y'(x)=c(x)a(x)e^{A(x)}+c'(x)e^{A(x)}=a(x)y(x)+c'(x)e^{A(x)}}.
Also löst {\displaystyle y} die inhomogene Differentialgleichung
{\displaystyle y'(x)=a(x)y(x)+b(x)}
genau dann, wenn
{\displaystyle c'(x)=b(x)e^{-A(x)}}
gilt. Beispielsweise ist
{\displaystyle c(x):=\int _{x_{0}}^{x}b(t)e^{-A(t)}\,\mathrm {d} t}
eine solche Funktion und somit
{\displaystyle y_{\text{sp}}(x):=e^{A(x)}\cdot \int _{x_{0}}^{x}b(t)e^{-A(t)}\,\mathrm {d} t}
die spezielle Lösung mit {\displaystyle y_{\text{sp}}(x_{0})=0}. Also ist
{\displaystyle \left\{y(x)=e^{A(x)}\cdot \left[\int _{x_{0}}^{x}b(t)e^{-A(t)}\,\mathrm {d} t+c\right]\ |\ c\in \mathbb {R} \right\}}
die Menge aller Lösungen der inhomogenen Differentialgleichung {\displaystyle y'(x)=a(x)y(x)+b(x)}.

### Beispiel
Liegt an einer Spule mit der Induktivität {\displaystyle L} und dem ohmschen Widerstand {\displaystyle R} eine Gleichspannung {\displaystyle U_{0}} an, so gilt für die Spannung an dem Widerstand
{\displaystyle U(t)=U_{0}-L{\dot {I}}(t).\!\,}
Nach dem ohmschen Gesetz gilt zudem
{\displaystyle I(t)={\frac {U(t)}{R}}={\frac {U_{0}}{R}}-{\frac {L}{R}}{\dot {I}}(t)}.
Es handelt sich also um eine inhomogene lineare Differentialgleichung erster Ordnung mit konstanten Koeffizienten, die nun mithilfe des Verfahrens der Variation der Konstanten gelöst werden soll.
Für die zugehörige homogene Differentialgleichung {\displaystyle I_{h}}
{\displaystyle {\dot {I}}_{h}(t)=-{\frac {R}{L}}I_{h}(t)}
lautet die allgemeine Lösung
{\displaystyle I_{h}(t)=ce^{-{\frac {R}{L}}t}}
für ein beliebiges, aber konstantes {\displaystyle c}.
Als Ansatz für die Lösung der inhomogenen Differentialgleichung ersetze man die Konstante {\displaystyle c} durch einen variablen Ausdruck {\displaystyle c(t)}. Man setzt also
{\displaystyle I(t):=c(t)e^{-{\frac {R}{L}}t}}
und versucht, eine differenzierbare Funktion {\displaystyle c(t)} so zu bestimmen, dass {\displaystyle I} die inhomogene Differentialgleichung erfüllt. Es folgt
{\displaystyle {\begin{aligned}{\frac {U_{0}}{R}}-{\frac {L}{R}}{\dot {I}}(t)&={\frac {U_{0}}{R}}-{\frac {L}{R}}{\dot {c}}(t)e^{-{\frac {R}{L}}t}+{\frac {L}{R}}c(t){\frac {R}{L}}e^{-{\frac {R}{L}}t}\\&={\frac {U_{0}}{R}}-{\frac {L}{R}}{\dot {c}}(t)e^{-{\frac {R}{L}}t}+c(t)e^{-{\frac {R}{L}}t}\\&={\frac {U_{0}}{R}}-{\frac {L}{R}}{\dot {c}}(t)e^{-{\frac {R}{L}}t}+I(t).\end{aligned}}}
Demnach ist die inhomogene Differentialgleichung genau dann gelöst,  wenn gilt
{\displaystyle {\frac {U_{0}}{R}}-{\frac {L}{R}}{\dot {c}}(t)e^{-{\frac {R}{L}}t}=0}.
Diese Randwertbedingung ist gleichbedeutend mit {\displaystyle \textstyle {\dot {c}}(t)={\frac {U_{0}}{L}}e^{{\frac {R}{L}}t}} oder nach Integration mit {\displaystyle \textstyle c(t)={\frac {U_{0}}{R}}e^{{\frac {R}{L}}t}+d}. Somit lautet die Lösung der inhomogenen Differentialgleichung
{\displaystyle I(t)={\frac {U_{0}}{R}}+de^{-{\frac {R}{L}}t}}.
Die Konstante {\displaystyle d} lässt sich aus der Anfangsbedingung bestimmen und ergibt für {\displaystyle I(0)=0} die Lösung
{\displaystyle I(t)={\frac {U_{0}}{R}}-{\frac {U_{0}}{R}}e^{-{\frac {R}{L}}t}}.

## Inhomogene lineare Differentialgleichungssysteme erster Ordnung
Das obige Verfahren lässt sich auf folgende Weise verallgemeinern:

### Formulierung
Seien {\displaystyle A:\mathbb {R} \rightarrow \mathbb {R} ^{n\times n}} und {\displaystyle b:\mathbb {R} \rightarrow \mathbb {R} ^{n}} stetige Funktionen und {\displaystyle \Phi (x)=(y_{1}(x)\ |\ \cdots \ |\ y_{n}(x))} eine Fundamentalmatrix des homogenen Problems {\displaystyle y'(x)=A(x)y(x)} sowie {\displaystyle \Phi _{k}(x)} diejenige Matrix, die aus {\displaystyle \Phi (x)} entsteht, indem man die {\displaystyle k}-te Spalte durch {\displaystyle b(x)} ersetzt. Dann ist
{\displaystyle y_{sp}(x):=\sum _{k=1}^{n}c_{k}(x)y_{k}(x)}
mit
{\displaystyle c_{k}(x):=\int _{x_{0}}^{x}{\frac {\det \Phi _{k}(s)}{\det \Phi (s)}}{\rm {d}}s}
die Lösung des inhomogenen Anfangswertproblems {\displaystyle y'(x)=A(x)y(x)+b(x)} und {\displaystyle y(x_{0})=0}.

### Beweis
Setze
{\displaystyle y_{sp}(x):=\Phi (x)\int _{x_{0}}^{x}\Phi (s)^{-1}b(s){\rm {d}}s\ .}
Es ist {\displaystyle y_{sp}(x_{0})=0}, und wegen {\displaystyle \Phi '(x)=A(x)\Phi (x)} sieht man durch Differenzieren, dass {\displaystyle y_{sp}} die Differentialgleichung {\displaystyle y_{sp}'(x)=A(x)y_{sp}(x)+b(x)} erfüllt. Nun löst
{\displaystyle a(s):=\Phi (s)^{-1}b(s)\in \mathbb {R} ^{n}}
für festes {\displaystyle s} das lineare Gleichungssystem
{\displaystyle \Phi (s)\cdot a(s)=b(s)\ .}
Nach der cramerschen Regel ist somit
{\displaystyle a_{k}(s)={\frac {\det \Phi _{k}(s)}{\det \Phi (s)}}\ ,\ k=1,\ldots ,n\ .}
Also gilt
{\displaystyle y_{sp}(x)=\int _{x_{0}}^{x}\Phi (x)a(s){\rm {d}}s=\sum _{k=1}^{n}\left[\int _{x_{0}}^{x}{\frac {\det \Phi _{k}(s)}{\det \Phi (s)}}{\rm {d}}s\right]y_{k}(x)\ .}

### Spezialfall: Resonanzfall
Falls die Inhomogenität {\displaystyle b} selber Lösung des homogenen Problems ist, d. h. {\displaystyle b'(x)=A(x)b(x)}, so bezeichnet man dies als Resonanzfall. In diesem Fall ist
{\displaystyle \ y_{sp}(x):=(x-x_{0})b(x)}
die Lösung des inhomogenen Anfangswertproblems {\displaystyle y'(x)=A(x)y(x)+b(x)} und {\displaystyle y(x_{0})=0}.

## Inhomogene lineare Differentialgleichungen höherer Ordnung
Das Lösen einer Differentialgleichung höherer Ordnung ist äquivalent zum Lösen eines geeigneten Differentialgleichungssystems erster Ordnung. Auf diese Weise kann man obiges Verfahren nutzen, um eine spezielle Lösung für eine Differentialgleichung höherer Ordnung zu konstruieren.

### Formulierung
Seien {\displaystyle a_{0},\ldots ,a_{n-1},b:\mathbb {R} \rightarrow \mathbb {R} } stetige Funktionen und {\displaystyle \Phi (x)} eine Fundamentalmatrix des homogenen Problems {\displaystyle \textstyle y^{(n)}(x)=\sum _{k=0}^{n-1}a_{k}(x)y^{(k)}(x)}, deren erste Zeile {\displaystyle (y_{1}(x)\ |\ \cdots \ |\ y_{n}(x))} lautet, sowie {\displaystyle \Phi _{k}(x)} diejenige Matrix, die aus {\displaystyle \Phi (x)} entsteht, indem man die {\displaystyle k}-te Spalte durch {\displaystyle \textstyle {\begin{pmatrix}0\\\vdots \\0\\b(x)\\\end{pmatrix}}} ersetzt. Dann ist
{\displaystyle y_{sp}(x):=\sum _{k=1}^{n}c_{k}(x)y_{k}(x)}
mit
{\displaystyle c_{k}(x):=\int _{x_{0}}^{x}{\frac {\det \Phi _{k}(s)}{\det \Phi (s)}}{\rm {d}}s}
die Lösung des inhomogenen Anfangswertproblems {\displaystyle \textstyle y^{(n)}(x)=\sum _{k=0}^{n-1}a_{k}(x)y^{(k)}(x)+b(x)} und {\displaystyle y(x_{0})=0}.

### Beweis
Man betrachte zunächst das hierzu korrespondierende Differentialgleichungssystem erster Ordnung, bestehend aus {\displaystyle n} Gleichungen
{\displaystyle \ Y'(x)=A(x)Y(x)+B(x)} mit {\displaystyle A(x):={\begin{pmatrix}0&1&&0\\&\ddots &\ddots &\\&&\ddots &1\\a_{0}(x)&a_{1}(x)&\cdots &a_{n-1}(x)\\\end{pmatrix}}\ ,\ B(x):={\begin{pmatrix}0\\\vdots \\0\\b(x)\\\end{pmatrix}}\ .}
Es gilt: {\displaystyle y(x)} löst die skalare Gleichung {\displaystyle n}-ter Ordnung genau dann, wenn {\displaystyle \textstyle Y(x):={\begin{pmatrix}y(x)\\y'(x)\\\vdots \\y^{(n-1)}(x)\\\end{pmatrix}}}
Lösung obigen Systems erster Ordnung ist. Per definitionem ist {\displaystyle \Phi }
eine Fundamentalmatrix für dieses System erster Ordnung. Darauf wende man schließlich das oben bewiesene Verfahren der Variation der Konstanten an.

### Alternative: Grundlösungsverfahren
Im Fall konstanter Koeffizienten ist es gelegentlich von Vorteil, das Grundlösungsverfahren zur Konstruktion einer speziellen Lösung zu verwenden: Ist {\displaystyle y_{h}} diejenige homogene Lösung von {\displaystyle \textstyle y^{(n)}(x)=\sum _{k=0}^{n-1}a_{k}y^{(k)}(x)}, welche
{\displaystyle y_{h}^{(k)}(x_{0})=0\ ,\ k=0,\ldots ,n-2\ ,\ y_{h}^{(n-1)}(x_{0})=1}
erfüllt, dann ist
{\displaystyle y_{sp}(x):=\int _{x_{0}}^{x}y_{h}(x_{0}+x-t)b(t){\rm {d}}t}
diejenige spezielle Lösung von {\displaystyle \textstyle y^{(n)}(x)=\sum _{k=0}^{n-1}a_{k}y^{(k)}(x)+b(x)} mit {\displaystyle y_{sp}(x_{0})=0}.

### Beweis
Durch Differenzieren überprüft man
{\displaystyle y_{sp}^{(k)}(x)=\int _{x_{0}}^{x}y_{h}^{(k)}(x_{0}+x-t)b(t){\rm {d}}t\ ,\ k=0,\ldots ,n-1}
und
{\displaystyle y_{sp}^{(n)}(x)=b(x)+\int _{x_{0}}^{x}y_{h}^{(n)}(x_{0}+x-t)b(t){\rm {d}}t\ .}
Es ergibt sich
{\displaystyle y_{sp}^{(n)}(x)-\sum _{k=0}^{n-1}a_{k}y_{sp}^{(k)}(x)=b(x)+\int _{x_{0}}^{x}\left[y_{h}^{(n)}-\sum _{k=0}^{n-1}a_{k}y_{h}^{(k)}\right](x_{0}+x-t)b(t){\rm {d}}t=b(x)\ .}